# Championnat de RDA de football (Bezirksliga) Neubrandenburg
La Bezirksliga Neubrandenburg fut une ligue de football à l’époque de l’ancienne RDA.
Elle couvrait le territoire du district (en allemand : Bezirk) de Neubrandenburg. Elle était située, entre les actuels Länder de Mecklembourg-Poméranie-Occidentale et de Brandebourg.
Durant 31 des 38 saisons de son existence, cette ligue représenta le 3e niveau de la hiérarchie du football est-allemand. De la fin de saison 1954-1955 au terme de la compétition 1962-1963, elle fut le 4e niveau, en raison de la création de la II. DDR-Liga.

## Histoire
Avec la création de la République démocratique allemande, en octobre 1949, une ligue supérieure de football avait été mise sur pied par les autorités communistes dès la saison 1948-1949. Lors du championnat suivant, la plus haute division fut renommée DDR-Oberliga.

Les 15 Bezirke (districts) de 1952 à 1990.

Un an après cette ligue supérieure, la « section football » du Deutscher Sportausschuß (DS) (le comité chargé de la gestion et du contrôle des activités sportives en RDA) décida de constituer un second niveau. Celui-ci fut dénommé DDR-Liga.
En dessous de ces deux premiers niveaux, le football resta structuré sur base de la subdivision administrative du pays en Länder (Brandebourg, Mecklembourg, Saxe, Saxe-Anhalt et Thuringe) auxquels s’ajoutait la zone de Berlin-Est, choisi comme capitale de l’État.
En 1952, les autorités communistes modifièrent le découpage administratif de l’Allemagne de l’Est. Les Länder furent remplacés par 15 districts (en allemand : Bezirk) : District de Berlin, Dresde, Karl-Marx-Stadt, Leipzig, Gera, Erfurt, Suhl, Halle, Magdeburg, Cottbus, Potsdam, Frankfort/Oder, Neubrandenbourg, Schwerin, Rostock.
La structure sportive suivit le mouvement avec la création au sein de chaque Bezirk d’une division la plus haute appelée Bezirksliga.
Sous chaque Bezirksliga se trouvèrent des Bezirksklasse (dont le nombre varia selon la grandeur du district concerné).
La plupart du temps, la Bezirksliga fut jouée sous forme d’une série unique, mais il arriva que certaines comportent, temporairement deux tableaux ou plus.

## Palmarès

### 1952 à 1955 "(niveau 3)"
| Ordre | Saison    | Champion                   | Nom actuel              | Promu | Remarques         |
| ----- | --------- | -------------------------- | ----------------------- | ----- | ----------------- |
| 1     | 1952-1953 | BSG Lokomotive/Bau Waren   | SV Waren 09             | Non   |                   |
| 2     | 1953-1954 | BSG Turbine Neubrandenburg | 1. FC Neubrandenburg 04 | Oui   | promu en DDR-Liga |
| 3     | 1954-1955 | BSG Lokomotive Waren       | SV Waren 09             | Non   | promu en DDR-Liga |

### Tour de transition (1955)
À la fin du championnat 1954-1955, les autorités est-allemandes décidèrent que les compétitions suivraient le modèle soviétique. C'est-à-dire qu’elles débutèrent au début du printemps et se terminèrent à la fin de l’automne de la même année calendrier. Durant l’automne 1955, il fut disputé un tour de transition (en allemand : Übergangsrunde) sans montée ni descente. Ce système s’arrêta après la saison 1960. Les compétitions reprirent alors selon un schéma plus conventionnel à partir de la fin de l’été 1961, soit huit mois après la fin de la saison précédente.
| Ordre | Saison | Champion                 | Nom actuel | Promu | Remarques                       |
| ----- | ------ | ------------------------ | ---------- | ----- | ------------------------------- |
| x     | 1955   | SV KVP Vorwärts Prenzlau | Disparu    |       | Pas de montant ou de descendant |

### 1956 à 1963 "(niveau 4)"
En 1955, en plus du passage au modèle soviétique, les dirigeants communistes scindèrent la DDR-Liga, directement supérieure aux Bezirksligen. Si dans l’esprit des politiciens la DDR-Liga n’était que partagée en deux, il était clair que chaque Bezirksliga devint de facto une Division 4.
À partir de la saison 1958 et jusqu’à sa dissolution auterme du championnat 1962-1963 la II. DDR-Liga directement supérieure compta 5 séries. Les 15 champions de Bezirksliga y furent directement promus. En dehors de cette période, un tour final entre les champions de Bezirksliga désigna les montants.
À partir de la saison 1958 jusqu'au terme du championnat 1963-1964, la Bezirksliga Neubrandenburg se joua en deux groupes, dont les deux vainqueurs s'affrontèrent pour désigner le champion (Bezirksmeister).
| Ordre | Saison    | Champion                        | Nom actuel      | Promu | Remarques                                    |
| ----- | --------- | ------------------------------- | --------------- | ----- | -------------------------------------------- |
| 4     | 1956      | KVP Vorwärts Prenzlau           | Disparu         | Non   |                                              |
| 5     | 1957      | ASG Vorwärts Neunbrandenburg    | Disparu         | Oui   | Promu en II. DDR-Liga                        |
| 6     | 1958      | BSG Empor Neustrelitz           | TSG Neustrelitz | Oui   | Promu en II. DDR-Liga                        |
| 7     | 1959      | BSG Einheit Teterow             | SV Teterow 90   | Oui   | Promu en II. DDR-Liga                        |
| 8     | 1960      | BSG Lokomotive Waren-Rethwisch  | SV Waren 09     | Oui   | Promu en II. DDR-Liga                        |
| 9     | 1961-1962 | ASG Vorwärts Neunbrandenburg II | Disparu         | Oui   | Promu en II. DDR-Liga avec son vice-champion |
| 10    | 1962-1963 | BSG Empor Neustrelitz           | TSG Neustrelitz | Non   |                                              |

### 1963 à 1991 "(niveau 3)"
À la suite de la dissolution de la II. DDR-Liga à la fin de la saison 1962-1963, chaque Bezirksliga redevint la Division 3.
À partir de la saison 1971-1972 et jusqu’au terme du championnat 1982-1983 la DDR-Liga directement supérieure compta 5 séries. Les 15 champions de Bezirksliga y furent directement promus. En dehors de cette période, un tour final entre les champions de Bezirksliga désigna les montants.
| Ordre | Saison    | Champion                       | Nom actuel                  | Promu | Remarques                                          |
| ----- | --------- | ------------------------------ | --------------------------- | ----- | -------------------------------------------------- |
| 11    | 1963-1964 | BSG Empor Neustrelitz          | TSG Neustrelitz             | Oui   | Promu en DDR-Liga                                  |
| 12    | 1964-1965 | BSG Lokomotive Prenzlau        | FC Rot-Weiss Prenzlau       | Non   |                                                    |
| 13    | 1965-1966 | BSG Lokomotive Prenzlau        | FC Rot-Weiss Prenzlau       | Non   |                                                    |
| 14    | 1966-1967 | BSG Empor Neustrelitz          | TSG Neustrelitz             | Non   |                                                    |
| 15    | 1967-1968 | BSG Empor Neustrelitz          | TSG Neustrelitz             | Non   |                                                    |
| 16    | 1968-1969 | BSG Lokomotive Prenzlau        | FC Rot-Weiss Prenzlau       | Non   |                                                    |
| 17    | 1969-1970 | BSG Lokomotive Prenzlau        | FC Rot-Weiss Prenzlau       | Non   |                                                    |
| 18    | 1970-1971 | ASG Vorwärts Neunbrandenburg   | Disparu                     | Oui   | Promu en DDR-Liga avec son vice-champion           |
| 19    | 1971-1972 | BSG VB Waren                   | SV Waren 09                 | Oui   | Promu en DDR-Liga                                  |
| 20    | 1972-1973 | BSG Demminer VB                | Demminer SV 91              | Oui   | Promu en DDR-Liga                                  |
| 21    | 1973-1974 | BSG VB Waren                   | SV Waren 09                 | Oui   | Promu en DDR-Liga                                  |
| 22    | 1974-1975 | BSG Nord Torgelow              | Torgelower SV Greif         | Oui   | Promu en DDR-Liga                                  |
| 23    | 1975-1976 | TSG Neustrelitz                | TSG Neustrelitz             | Oui   | Promu en DDR-Liga                                  |
| 24    | 1976-1977 | BSG Demminer VB                | Demminer SV 91              | Oui   | Promu en DDR-Liga                                  |
| 25    | 1977-1978 | TSG Neustrelitz                | TSG Neustrelitz             | Oui   | Promu en DDR-Liga                                  |
| 26    | 1978-1979 | BSG Nord Torgelow              | Torgelower SV Greif         | Oui   | Promu en DDR-Liga                                  |
| 27    | 1979-1980 | BSG Lokomotive Anklam          | VFC Anklam                  | Oui   | Promu en DDR-Liga                                  |
| 28    | 1980-1981 | TSG Neustrelitz                | TSG Neustrelitz             | Oui   | Promu en DDR-Liga                                  |
| 29    | 1981-1982 | BSG Lok/Amaturen Prenzlau      | FC Rot-Weiss Prenzlau       | Oui   | Promu en DDR-Liga                                  |
| 30    | 1982-1983 | BSG Baumechanik Neubrandenburg | SV Tollense Neubrandenburg  | Oui   | Promu en DDR-Liga                                  |
| 31    | 1983-1984 | BSG Nord Torgelow              | Torgelower SV Greif         | Non   |                                                    |
| 32    | 1984-1985 | BSG Lok/Amaturen Prenzlau      | FC Rot-Weiss Prenzlau       | Non   |                                                    |
| 33    | 1985-1986 | ASG Vorwärts Fünfeichen        | Disparu                     | Non   | Promu en DDR-Liga                                  |
| 34    | 1986-1987 | BSG Motor Süd Neubrandenburg   | SV Motor Süd Neubrandenburg | Non   |                                                    |
| 35    | 1987-1988 | TSG Neustrelitz                | TSG Neustrelitz             | Non   |                                                    |
| 36    | 1988-1989 | BSG Lok/Amaturen Prenzlau      | FC Rot-Weiss Prenzlau       | Non   |                                                    |
| 37    | 1989-1990 | BSG Motor Süd Neubrandenburg   | SV Motor Süd Neubrandenburg | Non   |                                                    |
| 38    | 1990-1991 | TSG Neustrelitz                | TSG Neustrelitz             | Oui   | Promu vers la Verbansdsliga Mecklenburg-Vorpommern |

## Classements des champions
Treize entités différentes remportèrent le titre de la Bezirksliga Neubrandenburg. L'Empor/TSG Neustrelitz fut le plus titré.

Ancien logo générique des BSG Empor à l'époque de la RDA

| Ordre | Clubs                          | Nom actuel                  | Titres | Autres appellations                                                                  |
| ----- | ------------------------------ | --------------------------- | ------ | ------------------------------------------------------------------------------------ |
| 1     | BSG Empor Neustrelitz          | TSG Neustrelitz             | 10     | BSG Konsum Neustrelitz                                                               |
| 2     | BSG Lok/Amaturen Prenzlau      | FC Rot-Weiss Prenzlau       | 7      | SG Prenzlau, Blau-Weiss Prenzlau, BSG Einheit Prenzlau, BSG Lokomotive Prenzlau      |
| 3     | ASG Vorwärts Neubrandenburg    | Disparu                     | 4      | SV KVP Vowärts Prenzlau, l’équipe "Premières" fut dissoute en 1984                   |
| 4     | BSG Lok/Bau/VB Waren           | SV Waren 09                 | 4      | SG Waren, BSG Lokomotive/Bau Waren, BSG Lok Waren-Rethwisch, BSG Lokomotive Waren    |
| 5     | BSG Nord Torgelow              | Torgelower SV Greif         | 3      | SG Torgelow, BSG Stahl Torgelow, BSG Motor Torgelow, BSG Nord "Marx Matern" Torgelow |
| 6     | BSG Demminer VB                | Demminer SV 91              | 2      |                                                                                      |
| 7     | BSG Motor Süd Neubrandenburg   | SV Motor Süd Neubrandenburg | 2      |                                                                                      |
| 8     | BSG Lokomotive Anklam          | VFC Anklam                  | 1      | SG Anklam, BSG Konsum Anklam, BSG Empor Anklam                                       |
| 9     | ASG Vorwärts Fünfeichen        | Disparu                     | 1      |                                                                                      |
| 10    | BSG Baumechanik Neubrandenburg | SV Tollense Neubrandeburg   | 1      | BSG Baureparaturen Neubrandenburg                                                    |
| 11    | BSG Turbine Neubrandenburg     | 1. FC Neubrandenburg 04     | 1      | SG Neubrandenburg, SG "Fritz Reuter" Neubrandenburg, BSG Energie Neubrandenburg      |
| 12    | ASG Vorwärts Neubrandenburg II | Disparu                     | 1      |                                                                                      |
| 13    | BSG Einheit Teterow            | SV Teterow 90               | 1      | BSG Lokomotive Teterow. Fusion avec BSG Motor Teterow et BSG Empor Teterow           |